# Караула
Караула (рум. Caraula) — комуна у повіті Долж в Румунії. До складу комуни входить єдине село Караула.
Комуна розташована на відстані 228 км на захід від Бухареста, 47 км на захід від Крайови.

## Населення
За даними перепису населення 2002 року у комуні проживали 2642 особи.
Національний склад населення комуни:
| Національність | Кількість осіб | Відсоток |
| -------------- | -------------- | -------- |
| румуни         | 1896           | 71,8%    |
| цигани         | 745            | 28,2%    |
| угорці         | 1              | < 0,1%   |

Рідною мовою назвали:
| Мова      | Кількість осіб | Відсоток |
| --------- | -------------- | -------- |
| румунська | 1901           | 72,0%    |
| циганська | 741            | 28,0%    |

Склад населення комуни за віросповіданням:
| Релігія        | Кількість осіб | Відсоток |
| -------------- | -------------- | -------- |
| православні    | 2639           | 99,9%    |
| п'ятдесятники  | 2              | 0,1%     |
| греко-католики | 1              | < 0,1%   |

## Зовнішні посилання
- Дані про комуну Караула на сайті Ghidul Primăriilor [Архівовано 28 вересня 2007 у Wayback Machine.]